# United International Pictures
United International Pictures (UIP) és una aliança d'empreses de Paramount Pictures (propietat de Paramount Global) i Universal Pictures (propietat de NBCUniversal/Comcast) que distribueix algunes de les seves pel·lícules fora dels Estats Units i el Canadà. UIP també tenia drets de distribució internacional a les pel·lícules de Metro-Goldwyn-Mayer i United Artists quan MGM formava part de l'empresa. En 2001, quan MGM va deixar UIP, fent un acord de distribució amb el braç de 20th Century Fox a l'estranger. La companyia també va distribuir continguts de DreamWorks internacionalment també.

## Visió del conjunt

### Antecedents
La història primerenca de Paramount amb MCA es remunta als anys 1950, quan part dels talents va treballar per Paramount Pictures, notablement Alfred Hitchcock. En 1957, MCA va comprar la biblioteca de pel·lícules de característica de so de Paramount de 1950. En 1962, MCA va comprar Universal Studios. En 1966, Gulf+Western va comprar Paramount.

### Cinema International Corporation (1970-1981)
En 1970, com a resultat de les lleis antimonopoli estatunidenques, i a causa de la disminució de les audiències de cinema, tant per a Paramount com Universal, van acordar fusionar les seves operacions internacionals en una nova empresa: Cinema International Corporation, registrada a Anglaterra i Gal·les. Fins i tot va operar al Canadà i el Carib fins a finals dels anys 70, quan aquests territoris es consideraven part del mercat "nacional" estatunidenca.
En 1973, Metro-Goldwyn-Mayer va tancar les seves oficines de distribució i es va convertir en soci de CIC, que es va fer càrrec de la distribució internacional de les pel·lícules de MGM; No obstant això, United Artists es va fer càrrec de la distribució dels Estats Units, el Canadà i el Carib per a les pel·lícules de MGM en aquest moment. CIC també va entrar en el mercat del vídeo domèstic formant CIC Video, que va distribuir els títols de Paramount i Universal en vídeo arreu del món. MGM, no obstant això, tenia la seva pròpia unitat de vídeo, que més tard es va convertir en una empresa conjunta amb CBS com MGM/CBS Home Video (més tard conegut com MGM/UA Home Video, que més tard es va canviar de nom a MGM Home Entertainment).

### United International Pictures (1981-present)
En 1981, MGM es va fusionar amb United Artists, que tenia la seva pròpia unitat de distribució internacional. CIC es va negar a deixar a MGM abandonar l'empresa en aquest moment, però va permetre que aquesta última fusionés el braç estranger d'UA amb CIC, la qual cosa va portar a la reorganització de la companyia com United International Pictures. MGM finalment va abandonar l'empresa en 2001, quan va traslladar la seva distribució internacional a 20th Century Fox. L'última pel·lícula de MGM que es va estrenar a través de UIP va ser Hannibal.
En 1986, Ted Turner va comprar MGM/UA, però després va revendre la companyia excepte la seva biblioteca cinematogràfica, que incloïa la biblioteca de cinema i televisió de MGM anterior a maig de 1986 i la biblioteca cinematogràfica de Warner Bros. d'abans de 1950 (la qual va ser venuda a Associated Artists Productions en 1956, i va ser adquirida per United Artists en 1958). Després que la biblioteca va ser adquirida per Turner, UIP (a través de MGM/UA) va signar un acord per a continuar distribuint la MGM abans de maig de 1986 i abans de les biblioteques cinematogràfiques de 1950 de Warner Bros per la seva estrena en sales.
El nom de CIC es va mantenir en la seva divisió de vídeo, que es va convertir directament en una empresa conjunta de Paramount Home Video i MCA Videocassette, Inc. (més tard MCA Home Vídeo i MCA/Universal Home Vídeo). CIC Video va sobreviure fins a fins dels anys 90 i principis del 2000, quan en 1999 Universal va comprar PolyGram Filmed Entertainment i va reorganitzar la seva divisió de vídeo (que era una empresa conjunta amb el que ara és Sony Pictures Home Entertainment i continua sent fins al dia d'avui), mentre que Paramount va assumir la propietat completa de CIC Video i la va fusionar sota la seva pròpia divisió de vídeo.
UIP també tenia un braç de televisió de subscripció, UIP Pay TV, que va distribuir Paramount, MGM / UA i Universal per a pagar a les emissores de televisió fora dels Estats Units, el Canadà, Puerto Rico i el Carib anglòfon. UIP Pay TV es va trencar en 1997 després d'una recerca de 4 anys per la Unió Europea, ja que va acusar UIP com a organització similar a un càrtel. Els drets de televisió de pagament de les pel·lícules van ser finalment transferits a Paramount International Television (més tard canviada de nom CBS Paramount International Television i actualment coneguda com CBS Studios International, avui les pel·lícules de Paramount són distribuïdes per Trifecta Entertainment & Media), Universal Worldwide Television (NBCUniversal International Television Distribution) i MGM Worldwide Television.

#### Reorganització de 2017
A partir de 2007, United International Pictures va reduir considerablement les seves operacions internacionals. Almenys 15 "països clau" ara són administrats directament per separat per Universal Pictures, assumint les operacions a Austràlia, Brasil, Alemanya, Itàlia, Països Baixos, Rússia, Corea del Sud, Espanya i Suïssa i Paramount Pictures a França, Irlanda, Mèxic, Nova Zelanda, Rússia i el Regne Unit.
A mesura que Universal Pictures es fa càrrec de les operacions sud-coreanes, CJ Entertainment s'ha convertit en el nou distribuïdor sud-coreà K1.
A pesar que les seves operacions japoneses van ser inicialment planejades per a mantenir-se intactes, United International Pictures es va retirar del mercat japonès a la fi de 2007; i com a resultat, Paramount Pictures va començar a prendre les seves operacions de distribució japoneses a casa fins al 31 de gener de 2016, quan es van formar aliances de distribució amb TOWA PICTURES Company, Ltd. per a la distribució al cinema japonès de les seves pel·lícules començant amb The Big Short el 4 de març de 2016, i Universal Pictures Japan també va formar aliances de distribució amb TOHO-TOWA Company, Limited per distribució en sales i Geneon Entertainment (ara NBCUniversal Entertainment Japan) per distribució d'entreteniment a la llar.
El 2002, United International Pictures es va retirar del mercat finlandès. Com a resultat, els seus llançaments en aquest país més tard van començar a ser manejats per Walt Disney Studios Motion Pictures, després en 2006, la distribució va passar a l'operador de cinema nacional Finnkino.
La companyia té la seva seu a Londres, Regne Unit, encara que les seves operacions en aquest país estan sent assumides per Paramount Pictures. No obstant això, a partir de 2010 continuen distribuint pel·lícules en 19 països: l'Argentina, Xile, Colòmbia, Dinamarca, Grècia, Hongria, l'Índia, Israel, Malàisia, Noruega, Panamà, el Perú i Filipines (a través de Sony Pictures International des de juny de 2014), Polònia, Singapur, Sud-àfrica, Suècia, Taiwan, Tailàndia i Turquia. A més, la companyia té acords de distribució amb empreses de distribució locals en altres 43 països. Un exemple d'això és Bontonfilm a la República Txeca, que anteriorment va distribuir material de CIC i UIP en els mercats txec i eslovac.